# Trädsvampsharkrank
Trädsvampsharkrank (Ula bolitophila) är en tvåvingeart som beskrevs av Friedrich Hermann Loew 1869. Trädsvampsharkrank ingår i släktet Ula och familjen hårögonharkrankar. Arten är reproducerande i Sverige. Inga underarter finns listade i Catalogue of Life.